# Гринвуд (Небраска)
Гринвуд (енгл. Greenwood) град је у америчкој савезној држави Небраска.

## Демографија
По попису из 2010. године број становника је 568, што је 24 (4,4%) становника више него 2000. године.
| Група             | 2000.       | 2010.       |
| Белци             | 523 (96,1%) | 536 (94,4%) |
| Афроамериканци    | 2 (0,4%)    | 1 (0,2%)    |
| Азијати           | 3 (0,6%)    | 1 (0,2%)    |
| Хиспаноамериканци | 6 (1,1%)    | 17 (3,0%)   |
| Укупно            | 544         | 568         |